# 김철우 (언론인)
김철우(1967년 ~ )는 대한민국의 KBS 기자이다.

## 경력
- 1997년 4월 : KBS 공채 기자 입사
- KBS 사회부 기자
- KBS 정치부 기자
- KBS 국제부 기자
- KBS 경제부 기자
- KBS 뉴욕 특파원
- 2023.11~2024.06 KBS 보도본부 통합뉴스룸 선거방송기획단장
- 2024.07~2024.12 KBS 제작2본부 광고국장
- 2024.12~ KBS 보도시사본부 시사제작국장